# فرانک فارنهورست
فرانک فارنهورست (انگلیسی: Frank Fahrenhorst؛ زادهٔ ۲۴ سپتامبر ۱۹۷۷) بازیکن فوتبال اهل آلمان است.
از باشگاه‌هایی که در آن بازی کرده‌است می‌توان به باشگاه فوتبال هانوفر ۹۶، باشگاه فوتبال بوخوم، باشگاه ورزشی وردر برمن، و باشگاه فوتبال دویسبورگ اشاره کرد.
وی همچنین در تیم‌های ملی فوتبال زیر ۲۱ سال آلمان، زیر ۲۳ سال آلمان، Germany national football B team، و آلمان بازی کرده‌است.